# رافائيل كابوت
رافائيل كابوت (بالإسبانية: Rafael Capote) مواليد 5 أكتوبر 1987 في هافانا، هو لاعب كرة يد قطري كوبي يلعب كظهير أيسر. مثل منتخب قطر لكرة اليد. شارك في دورة الألعاب الأولمبية الصيفية سنة 2016. حقق المركز الثاني في بطولة العالم لكرة اليد للرجال 2015.

## معرض صور

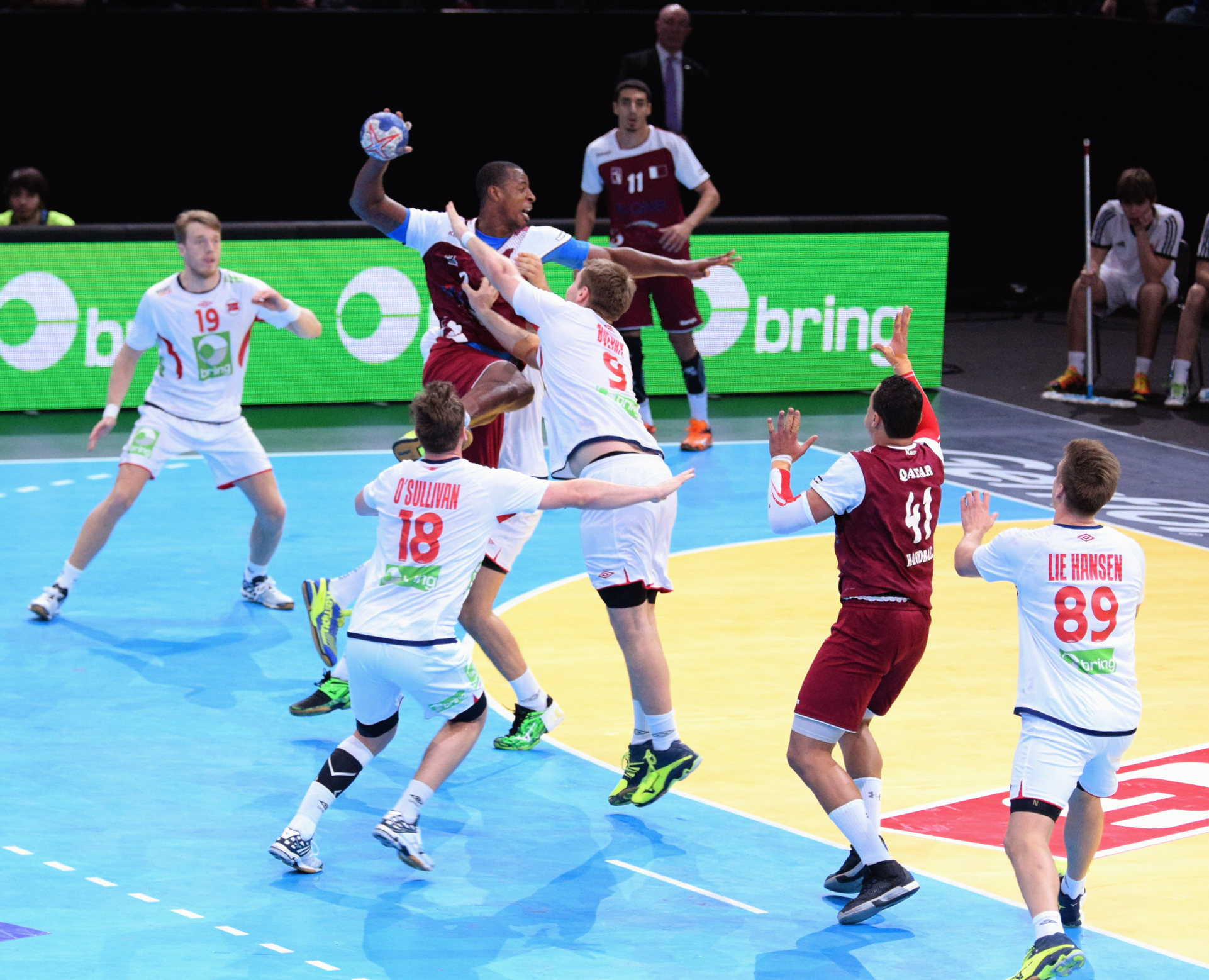
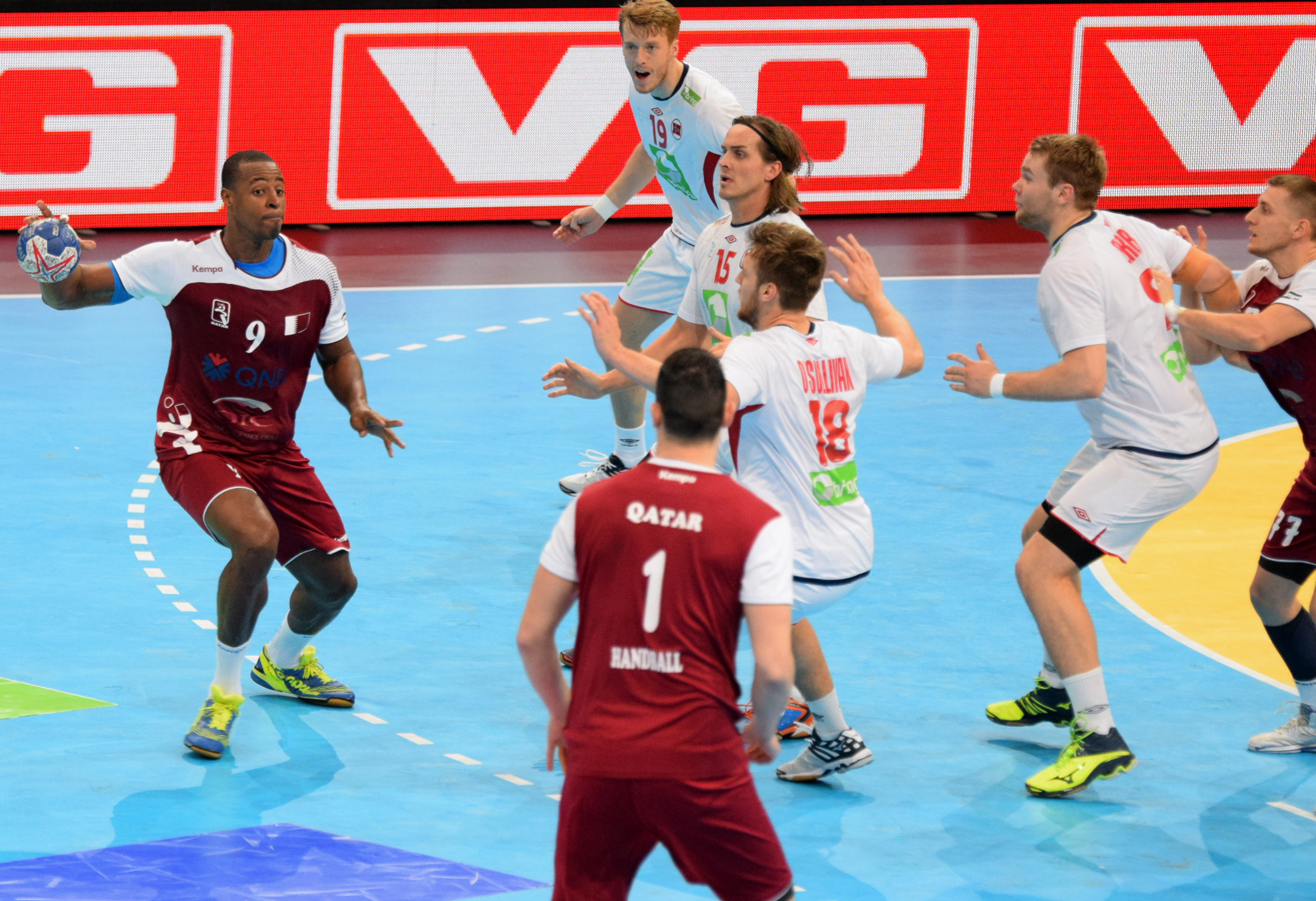
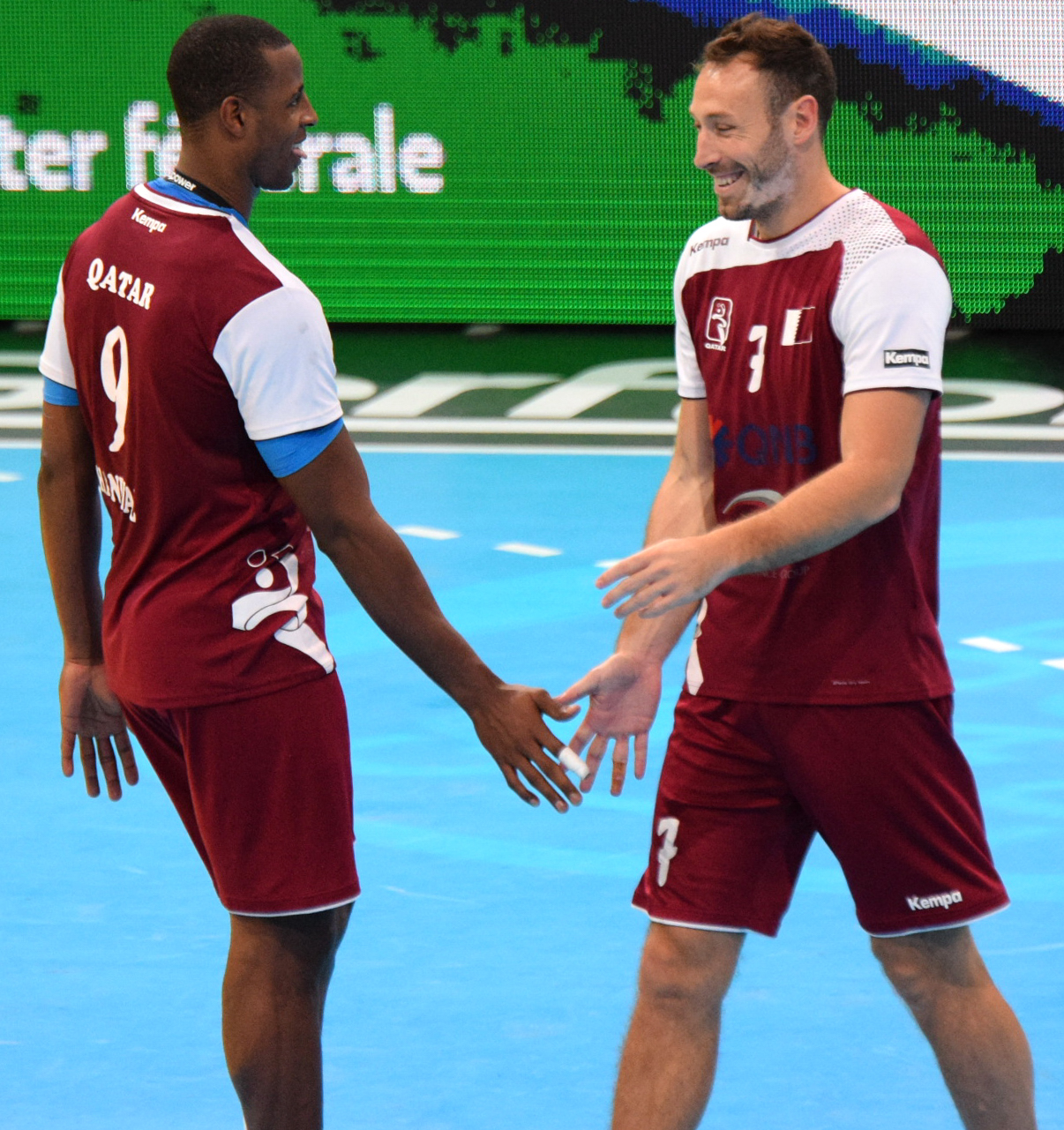
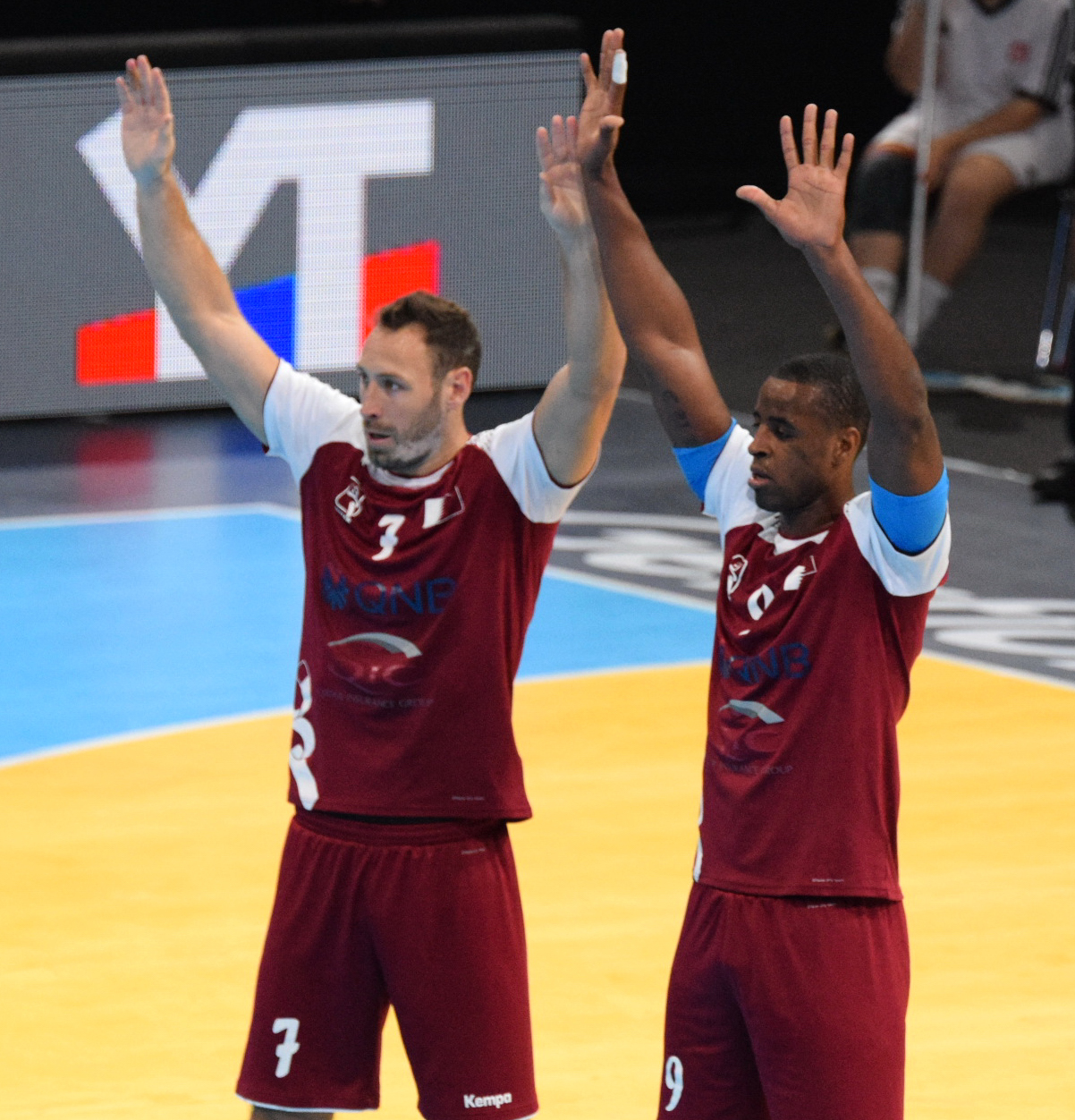

## سجل المنافسة
شارك في البطولات التالية:
- بطولة العالم لكرة اليد للرجال 2015
- الألعاب الأولمبية الصيفية 2016

## الميداليات
| الميدالية | المسابقة                           |
| --------- | ---------------------------------- |
| فضية      | بطولة العالم لكرة اليد للرجال 2015 |

## روابط خارجية
- رافائيل كابوت على موقع الاتحاد الأوروبي لكرة اليد (الإنجليزية)
- رافائيل كابوت على موقع أوليمبيديا (الإنجليزية)